# Шапрон, Жильбер
Жильбе́р Шапро́н (фр. Gilbert Chapron; 7 октября 1933, Блуа — 5 сентября 2016) — французский боксёр второй средней и полутяжёлой весовых категорий. В середине 1950-х годов выступал за сборную Франции: бронзовый призёр летних Олимпийских игр в Мельбурне, чемпион Средиземноморских игр, двукратный чемпион национального первенства, участник многих международных турниров и матчевых встреч. В период 1957—1964 годов боксировал на профессиональном уровне, но без особых достижений.

## Биография
Родился в городе Блуа, департамент Луар и Шер. На международной арене дебютировал в возрасте девятнадцати лет, поучаствовав в матчевой встрече со сборной ФРГ. Первого серьёзного успеха на ринге добился в 1955 году, когда в полутяжёлом весе стал чемпионом Франции среди любителей. Также в этом сезоне завоевал золотую медаль на Средиземноморских играх в Барселоне и съездил на чемпионат Европы в Западный Берлин, где дошёл до стадии четвертьфиналов (проиграл немцу Эриху Шёппнеру). В 1956 году спустился во вторую среднюю весовую категорию и во второй раз выиграл французское национальное первенство.
Благодаря череде удачных выступлений удостоился права защищать честь страны на летних Олимпийских играх в Мельбурне — добрался здесь до стадии полуфиналов, после чего по очкам проиграл чилийцу Рамону Тапии.
Получив бронзовую олимпийскую медаль, решил попробовать себя среди профессионалов и покинул сборную. Его профессиональный дебют состоялся в марте 1957 года, своего первого соперника он победил досрочно — тот отказался от продолжения боя в перерыве между первым и вторым раундами. В течение нескольких месяцев провёл множество удачных поединков, однако в феврале 1958 года потерпел первое поражение, нокаутом в восьмом раунде. Следующие два года Шапрон тоже провёл результативно, был претендентом на титул чемпиона Франции в полутяжёлом весе, но проиграл действующему чемпиону. Последний раз выходил на ринг в 1964 году, затем, после очередного поражения, принял решение завершить карьеру спортсмена. Всего в профессиональном боксе провёл 30 боёв, из них 25 окончил победой (в том числе 16 досрочно), три раза проиграл, в двух случаях была зафиксирована ничья.